# Sankt Georgs kyrka, Nea Propontida
Sankt Georgs kyrka (grekiska: Ιερος Ναος Αγιου Γεωργιου) är en grekisk-ortodox kyrkobyggnad belägen i kommunen Nea Propontida i regionen Mellersta Makedonien, i nordöstra Grekland.
Kyrkan är helgad åt den romerske martyren, soldaten och helgonet Sankt Göran.

## Bilder

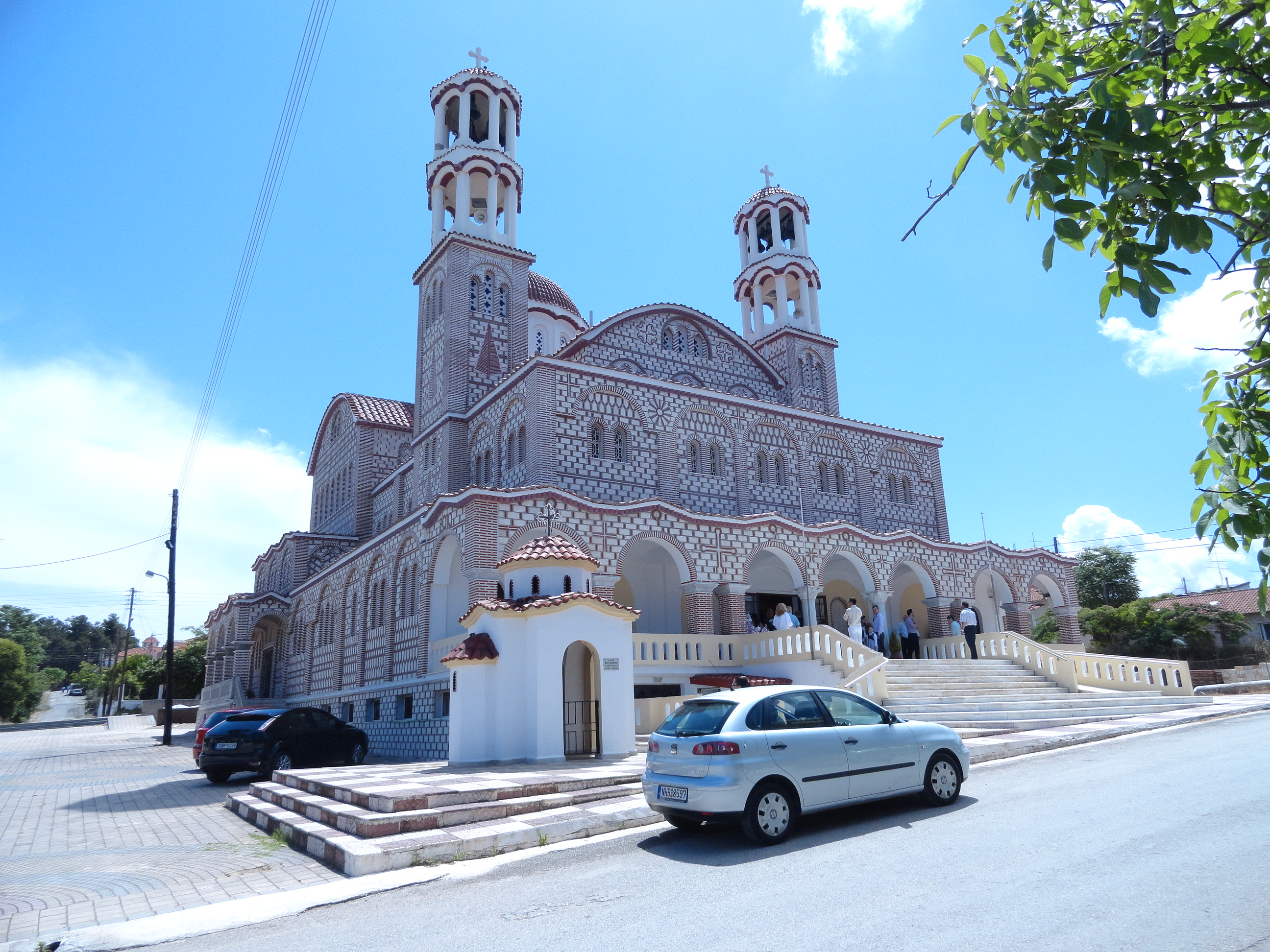
Kyrkan framifrån.